# Comuna Horlești, Iași
Horlești (în maghiară Horlest) este o comună în județul Iași, Moldova, România, formată din satele Bogdănești, Horlești (reședința) și Scoposeni.

## Așezare
Comuna se află în centrul județului. Este străbătută de șoseaua județeană DJ248B, care o leagă spre nord de Lețcani (unde se intersectează cu DN28), Rediu și Vânători (unde se termină în DN24) și spre sud de Voinești.

## Demografie
Componența etnică a comunei Horlești
     Români (90,27%)
     Alte etnii (0,2%)
     Necunoscută (9,53%)
Componența confesională a comunei Horlești
     Ortodocși (54,88%)
     Romano-catolici (34,68%)
     Alte religii (0,71%)
     Necunoscută (9,73%)
Conform recensământului efectuat în 2021, populația comunei Horlești se ridică la 2.529 de locuitori, în scădere față de recensământul anterior din 2011, când fuseseră înregistrați 2.983 de locuitori. Majoritatea locuitorilor sunt români (90,27%), iar pentru 9,53% nu se cunoaște apartenența etnică. Din punct de vedere confesional, majoritatea locuitorilor sunt ortodocși (54,88%), cu o minoritate de romano-catolici (34,68%), iar pentru 9,73% nu se cunoaște apartenența confesională.

## Politică și administrație
Comuna Horlești este administrată de un primar și un consiliu local compus din 13 consilieri. Primarul, Mihai Cadar[*], de la Partidul Național Liberal, este în funcție din 2008. Începând cu alegerile locale din 2024, consiliul local are următoarea componență pe partide politice:
|  | Partid                          | Consilieri | Componența Consiliului | Componența Consiliului | Componența Consiliului | Componența Consiliului | Componența Consiliului | Componența Consiliului | Componența Consiliului | Componența Consiliului | Componența Consiliului |
|  | ------------------------------- | ---------- | ---------------------- | ---------------------- | ---------------------- | ---------------------- | ---------------------- | ---------------------- | ---------------------- | ---------------------- | ---------------------- |
|  | Partidul Național Liberal       | 9          |                        |                        |                        |                        |                        |                        |                        |                        |                        |
|  | Partidul Social Democrat        | 2          |                        |                        |                        |                        |                        |                        |                        |                        |                        |
|  | Alianța pentru Unirea Românilor | 1          |                        |                        |                        |                        |                        |                        |                        |                        |                        |
|  | Partidul Mișcarea Populară      | 1          |                        |                        |                        |                        |                        |                        |                        |                        |                        |

## Istorie
La sfârșitul secolului al XIX-lea, comuna nu exista, satele ei (Horleștii Domniței, Horleștii Catolici, Bogdănești și Scoposeni) făcând parte din comuna Cucuteni din plasa Stavnicu a județului Iași. În 1931, satele Horlești, Bogdănești și Scoposeni făceau parte din comuna Voinești.
Comuna a apărut prin desprinderea celor trei sate. În 1950, ea a fost transferată raionului Iași din regiunea Iași. În 1968, ea a revenit la județul Iași, reînființat.

## Monumente istorice
Singurul obiectiv din comuna Horlești inclus în lista monumentelor istorice din județul Iași ca monument de interes local, clasificat ca monument de arhitectură, este biserica „Sfântul Ioan” din satul Bogdănești, construită în 1822.